# Aghouatim
Aghouatim est une commune rurale de la province d'Al Haouz, dans la région de Marrakech-Safi, au Maroc. Elle ne dispose pas de centre urbain.

## Géographie
La commune d'Aghouatim est située au Nord de la province d'Al Haouz, à 15 km au sud de la ville de Marrakech, sur le piémont du Haut Atlas, sa superficie s'étend sur 288 km². Elle est traversée par l'Oued Ghighaya qui sépare en deux la commune et ses 92 douars.
Elle est bordée par :
- les communes de Tameslohte, Tassoultante et de Sidi Abdallah Ghiat au nord ;
- les communes de Ghmate, d'Ourika et de Sidi Abdallah Ghiat à l'est ;
- les communes d'Asni et de Moulay Brahim au sud ;
- les communes de Moulay Brahim et de Tameslohte à l'ouest.

De plus, elle encercle le territoire de la municipalité de Tahannaout.
| Tameslohte (Province d'Al Haouz)    | Tassoultante (Préfecture de Marrakech) | Sidi Abdallah Ghiat (Province d'Al Haouz) |
|                                     | Aghouatim                              | Ghmate (Province d'Al Haouz)              |
| Moulay Brahim (Province d'Al Haouz) | Asni (Province d'Al Haouz)             | Ourika (Province d'Al Haouz)              |

## Historique
La création de la commune d'Aghouatim a lieu en 2008, son territoire est celui de la partie non-urbanisée de l'ancienne commune rurale de Tahannaout.

## Démographie
Le dernier recensement remontant à 2004 et la création de la commune d'Aghouatim à 2008, la population légale de cette dernière sera établie lors du prochain recensement, en 2014. Néanmoins, le territoire de cette commune avant sa création a connu, de 1994 à 2004 (années des derniers recensements), une hausse de population, passant de 21 112 à 23 707 habitants.
Depuis le dernier recensement de 2014, Aghouatim est officiellement peuplée de 30 776 habitants et compte 6 016 ménages.
|      | Population totale | Ménages | Population urbaine | Population rurale | Étrangers |
| 2014 | 30 776            | 6 016   | 0                  | 30 776            | 18        |

## Administration et politique
La commune rurale d'Aghouatim est le chef-lieu du caïdat de Tahannaout, lui-même situé au sein du cercle de Tahannaout. 
Aghouatim dispose de deux dispensaires ruraux situés dans les douars de Ben Cheikh et Ben Kabour.